# 小女子 (電視劇)
《小女子》，為韓國tvN於2022年9月3日起播出的週末連續劇，由《黑道律師文森佐》的金熙元導演與《Mother》、電影《分手的決心》的丁瑞慶編劇合作打造。
Netflix於9月3日起每週六、日22:00（UTC+8）上線。

## 演員陣容

### 主要人物
| 演員                    | 角色   | 介紹 |
| 金高銀 （童年：朴昭怡） | 吳仁珠 | 吳家長女、「蘭花建設」財務團隊會計 由於父親不事生產，豪賭舉債（在韓國，債務並非個人問題，而是一家一戶的問題），使她一直在極端貧困的家庭環境下長大，意識到只有金錢才可以守護自己和家人。 |
| 南志鉉                  | 吳仁京 | 吳家次女、「OBN」社會部記者 一個不向金錢低頭，正義感和責任感很強的新聞記者。 |
| 朴持厚                  | 吳仁惠 | 吳家么女、藝術高中二年級 由於家境貧寒，從沒用過好的顏料，憑藉天才繪畫實力考入名校。 |

### 三姊妹周邊人物
| 演員   | 角色   | 介紹 |
| 秋瓷炫 | 陳花英 | 吳仁珠公司同事。曾對吳仁珠伸出援手，似乎有著不可告人的秘密。                                                                                                 |
| 魏化儁 | 崔道日 | 「元靈集團」海外法人本部長。來自英國著名大學的顧問，畢業於賓夕法尼亞大學的高材生。擁有敏銳的判斷力和卓越的分析能力，還有幹練的知性外貌，吸引所有人的注意力。 |
| 趙妍珍 | 黃寶燕 | 「蘭花建設」財務組組長。 |
| 姜勳   | 河宗浩 | 企業家的孫子。在美國學習工商管理以接管家族企業，但目前因椎間盤突出返回韓國後正在接受治療。                                                                   |
| 趙乘演 | 趙完奎 | 吳仁京公司前輩、「OBN」社會部部長。公平、不偏左或不偏右而享有盛譽。重視吳仁京的調查報導精神，配合吳仁京的報導調查內容。                                      |
| 孔敏貞 | 張瑪麗 | 吳仁京公司前輩、「OBN」所屬記者。 |

### 三姊妹家族
| 演員   | 角色   | 介紹 |
| 金美淑 | 吳慧碩 | 三姊妹的姑婆。年輕時嫁給美國人，離婚後在當地當護士，後來回到韓國投資房地產。在金錢面前，她是個連血親都可以背叛的人。 |
| 朴志暎 | 安熙妍 | 三姊妹的母親。獨力為無能的丈夫撫養三名女兒，但個性缺乏責任感。                                                       |
|        | 吳秀福 | 三姊妹的父親。印刷廠在國際貨幣基金組織期間破產，之後沉迷賭博留下巨額債務後逃往菲律賓，是家裡的煩惱。                 |

### 元靈集團
| 演員   | 角色   | 介紹 |
| 嚴基俊 | 朴載相 | 父親曾經是礦工，後來成為司機，他的童年很貧窮，但通過考試成為了一名律師。他透過父親為元奇先將軍擔任司機的關係，取得元將軍的信任並成為其女婿。作為一家大型律師事務所的公司律師，他負責過重大案件，但在2018年儲蓄銀行事件之後，他的行為完全改變了，他以社會弱勢群體的辯護律師而聞名。與元奇先將軍的女兒尚雅結婚。他以自己的名義成立了獎學金基金會，開始了政治活動。尚雅的丈夫和孝璘的父親。一名新秀政治人物。 |
| 嚴志媛 | 元尚雅 | 朴載相的妻子、美術館館長。元奇先將軍的女兒。 |
| 全蔡誾 | 朴孝璘 | 朴載相和元尚雅的獨生女。在學校沒有任何朋友，唯一的朋友是吳仁惠。 |
| 李度燁 | 元奇先 | 尚雅的父親。曾在越戰中服役的將軍，曾任國軍保安司令，成為政權的二把手，卻因故被免職。比起兒子尚宇，他更信任女婿載相。 |
| 李珉宇 | 元尚宇 | 元奇先的兒子，元尚雅的哥哥。 |
| 朴寶京 | 高秀林 | 朴載相基金會的參謀長。會為朴載相做任何事。他在強者面前是弱者，在弱者面前是強者，殘忍而卑鄙。 |
| 張光   | 張士平 | 《藍蘭花》譯者、元靈學校校長。 |

### 其他人物
| 演員                | 角色      | 介紹                                                                 |
| 全珍吾              | 千祥奕    | 吳慧碩的家務管家。                                                   |
| 南基愛              | 安筱英    | 崔道日的母親。                                                       |
| 金明秀              | 崔熙材    | 崔道日的父親。                                                       |
| 吳正世 （特別出演） | 申賢民    | 蘭花建設財務理事。                                                   |
| 洪瑞熙 （特別出演） |           | 仁珠跟花英在高級餐廳碰到的紅衣女子；全韓國只有三雙的名品鞋主人之一。 |
| 宋仲基 （特別出演） | 朴柱亨    | 名品鞋店店員。                                                       |
| 彭耀順 （特別出演） | Calvin Ng | 新加坡飯店 蘭花展解說員。                                            |
| 陳偉恩              |           | 新加坡飯店 櫃檯接待員                                                |

## 收視率
| 季數 | 季數 | 每季集數 | 每季集數 | 每季集數 | 每季集數 | 每季集數 | 每季集數 | 每季集數 | 每季集數 | 每季集數 | 每季集數 | 每季集數 | 每季集數 |
| 季數 | 季數 | 1        | 2        | 3        | 4        | 5        | 6        | 7        | 8        | 9        | 10       | 11       | 12       |
| ---- | ---- | -------- | -------- | -------- | -------- | -------- | -------- | -------- | -------- | -------- | -------- | -------- | -------- |
|      | 1    | 1.402    | 1.697    | 1.315    | 1.696    | 1.666    | 2.040    | 1.449    | 2.032    | 1.685    | 2.310    | 1.767    | 2.618    |

| 集數       | 播出日期   | 尼爾森收視率     | 尼爾森收視率   |
| 集數       | 播出日期   | 大韓民國（全國） | 首爾（首都圈） |
| ---------- | ---------- | ---------------- | -------------- |
| 1          | 2022/09/03 | 6.395%           | 6.931%         |
| 2          | 2022/09/04 | 7.747%           | 8.519%         |
| 3          | 2022/09/10 | 5.587%           | 6.110%         |
| 4          | 2022/09/11 | 7.256%           | 8.315%         |
| 5          | 2022/09/17 | 7.038%           | 8.072%         |
| 6          | 2022/09/18 | 8.338%           | 8.898%         |
| 7          | 2022/09/24 | 6.014%           | 7.033%         |
| 8          | 2022/09/25 | 8.676%           | 9.710%         |
| 9          | 2022/10/01 | 7.346%           | 8.935%         |
| 10         | 2022/10/02 | 9.701%           | 11.278%        |
| 11         | 2022/10/08 | 7.707%           | 8.931%         |
| 12         | 2022/10/09 | 11.105%          | 11.968%        |
| 平均收視率 | 平均收視率 | 7.743%           | 8.725%         |

- 收視最低的集數以藍色表示，收視最高的集數以紅色表示，而空格則表示該集的收視沒有相關數據。

## 獎項
| 獎項         | 日期          | 獎項                | 入圍者         | 結果 | 參          |
| ------------ | ------------- | ------------------- | -------------- | ---- | ----------- |
| 百想藝術大獎 | 2023年4月28日 | TV部門 電視劇作品賞 | 《小女子》     | 提名 | [ 8 ] [ 9 ] |
| 百想藝術大獎 | 2023年4月28日 | TV部門 導演賞       | 金熙元         | 提名 | [ 8 ] [ 9 ] |
| 百想藝術大獎 | 2023年4月28日 | TV部門 劇本賞       | 丁瑞慶         | 提名 | [ 8 ] [ 9 ] |
| 百想藝術大獎 | 2023年4月28日 | TV部門 藝術賞       | 柳星姬（美術） | 獲獎 | [ 8 ] [ 9 ] |

## 争议
2022年10月5日，越南信息与传媒部广播电视与电子信息局以《小女子》剧中含有“歪曲越南历史、否认革命成就、侮辱越南民族”为由，责令Netflix在越南停播此剧。

## 外部連結
- 韓國tvN官方網站
- Daum上《小女子》的資料
- 在Netflix上觀看《小女子》

| tvN 週末連續劇                        | tvN 週末連續劇                            | tvN 週末連續劇 |
| ------------------------------------- | ----------------------------------------- | -------------- |
|                                       | 小女子 （2022年9月3日－2022年10月9日）    |                |
| 還魂 （2022年6月18日－2022年8月28日） | 王后傘下 （2022年10月15日－2022年12月4日) |                |